# Johannes Schimoneck
Johannes Schimoneck (* 10. April 1946) ist ein ehemaliger deutscher Politiker (CDU). Er war Vorsitzender des Bezirksvorstandes Suhl sowie Mitglied des Hauptvorstandes der Christlich-Demokratischen Union Deutschlands (CDU) in der DDR.

## Leben
Schimoneck besuchte die Oberschule und erlernte im Anschluss den Beruf des Werkzeugmachers. Später studierte er und schloss sein Studium als Ingenieurpädagoge ab. Darüber hinaus absolvierte er ein Studium an der Deutschen Akademie für Staats- und Rechtswissenschaft mit Abschluss als Diplom-Staatswissenschaftler.
Schimoneck trat 1973 der CDU bei. Er leistete seinen Dienst bei der Nationalen Volksarmee und arbeitete dann in der Industrie. Schimoneck war Mitglied des Rates des Kreises Suhl-Land. Ab 1980 war Schimoneck stellvertretender und von 1984 bis 1989 Vorsitzender des CDU-Bezirksvorstandes Suhl. Von 1981 bis 1990 war er Abgeordneter des Bezirkstages Suhl. Von 1987 bis 1989 war Schimoneck auch Mitglied des Hauptvorstandes der CDU.
Er war seit 1987 Mitglied des „Zentralen Untersuchungsausschusses“ (ZUA) beim Hauptvorstand der CDU der DDR unter dem Vorsitz des Juristen Siegfried Schulze. In dieser Eigenschaft unterschrieb er einen Antrag zusammen mit dem Vorsitzenden und weiteren Mitgliedern des ZUA, darunter der ZUA-Sekretär Gerhard Quast, an den zeitweiligen Untersuchungsausschuss (UA) der Volkskammer der DDR vom 29. November 1989 betreffend die Überprüfung der Finanzhandhabung durch den ehemaligen CDU-Vorsitzenden Gerald Götting.